# Interreligiöse Ehe
Als interreligiöse Ehe bezeichnet man die Ehe zwischen Angehörigen verschiedener Religionen. Ehen zwischen religiösen und areligiösen Menschen sind ähnlich zu betrachten. Im Unterschied zur interkonfessionellen Ehe lassen sich über die Religionsgrenzen hinweg oft nur unter Schwierigkeiten konkrete gemeinsame Glaubensinhalte finden, die über moralische Werte hinausgehen.

## Standpunkte verschiedener Religionen
Interreligiöse Ehen werden von vielen Religionen als mehr oder weniger problematisch angesehen. Zu unterscheiden ist auch die spirituelle Sicht der religiösen Lehre, das aus manchen Religionen abgeleitete religiöse Gesetz und der praktische Einfluss davon auf den Umgang der Gesellschaften mit interreligiösen Ehen.
Religiöse Gesetze, die die Wahl des Ehepartners religionsabhängig beschränken, stehen im Konflikt mit dem Menschenrecht auf freie Wahl des Ehepartners (Artikel 16 der Allgemeinen Erklärung der Menschenrechte).

### Judentum
Nach der Halacha ist eine Eheschließung zwischen Juden und Nichtjuden nicht möglich. Allerdings schildert auch der Tanach im Buch Rut eine interreligiöse Ehe zwischen den Juden Machlon bzw. Boas und der Moabiterin Rut. Auch deren Enkel König David nahm mit Maacha eine Nichtjüdin zur Frau. Erst mit der Rekonstitution des Judentums bei Ende der Babylonischen Gefangenschaft unter Esra wurden Mischehen unzulässig.
Kinder aus Zivilehen zwischen Juden und Nichtjuden (siehe Abschnitt „Zivilehe“) sind nach der Halacha grundsätzlich jüdisch, sofern die Mutter jüdisch ist. Teile des Reformjudentums, insbesondere in den USA, erkennen jedoch auch Kinder als Juden an, bei denen nur der Vater jüdisch ist, oder bieten zumindest Erleichterungen bei der Erlangung dieses Status.

### Christentum
Der Apostel Paulus schreibt im 1. Korintherbrief, dass ein Christ sich nicht von seinem nichtchristlichen Ehepartner scheiden lassen solle: „Denn der ungläubige Mann ist durch die Frau geheiligt und die ungläubige Frau ist durch ihren gläubigen Mann geheiligt. Sonst wären eure Kinder unrein; sie sind aber heilig.“ (1 Kor 7,12-14 ).
Andererseits galten für die Eingehung neuer Ehen lange Zeit die im Alten Testament beschriebenen Einschränkungen. Noch Mitte des 18. Jahrhunderts wollte daher ein protestantisches Kirchenkonsistorium die Partnerin eines moslemischen Bosniakenoffiziers der preußischen Armee wegen „Unzucht mit Heiden“ auf den Scheiterhaufen schicken – erst die Intervention Friedrichs des Großen bereitete dem kirchlichen Verfahren ein Ende.
Die römisch-katholische Kirche als größte Konfession hat in Bezug auf interreligiösen Ehen etwa dieselben Vorbehalte wie bei interkonfessionellen Ehen. Noch im CIC von 1917 waren selbst diese unzulässig, auch der CIC von 1983 erklärt Ehen zwischen Katholiken und Ungetauften für grundsätzlich ungültig und erlaubt sie nur in Ausnahmen, wobei diese Ehen nicht als sakramental geschlossen gelten.
Konservativere christliche Strömungen lehnen solche Ehen hingegen immer noch ab und verweigern ihnen die kirchliche Trauung, selbst wenn zugesichert wird, dass die Kinder aus dieser Beziehung im christlichen Glauben erzogen werden.

### Drusen
Die Religionsgemeinschaft der Drusen erlaubt keine Missionierung oder Konvertierung, auch ein freiwilliger Übertritt ist nicht vorgesehen. Damit sind im Drusentum ebenfalls nur endogame Ehen möglich.

### Islam
Das aus dem Islam abgeleitete religiöse Recht der Scharia behandelt Männer und Frauen ungleich:
Muslimischen Frauen ist nicht erlaubt, Männer einer nichtmuslimischen Religionsgemeinschaft zu heiraten. Sollten solche Ehen dennoch bestehen – wenn z. B. der Mann vom Islam abfällt oder die Frau Muslimin wird –, muss die Ehe geschieden werden, ggf. zwangsweise. Die Bedeutung dieser Gesetze der Scharia als gültiges staatliches Recht oder als Einfluss auf das gesellschaftliche Leben ist je nach Land und Region unterschiedlich. Konservative Extreme sind Iran und Saudi-Arabien, liberale Extreme sind Albanien und Teile der Türkei.
Muslimischen Männern ist es dagegen erlaubt, Frauen, die einer Buchreligion angehören, zu heiraten. Die Kinder einer solchen Ehe haben nach dem religiösen Gesetz die Pflicht, Muslime zu sein.

### Jesidentum
Die nur unter Kurden verbreitete jesidische Religion ist völlig auf Endogamie ausgerichtet. Die Religionszugehörigkeit kann nur durch Geburt erworben werden. Jesiden, die Nichtjesiden heiraten, werden aus der Religionsgemeinschaft ausgeschlossen. Auch ein Übertritt zum Jesidentum ist für den nicht jesidischen Ehepartner nicht möglich.

## Zivilehe
Besteht aufgrund religiöser Vorschriften für gemischtreligiöse Paare keine Möglichkeit eine Ehe einzugehen, so besteht oftmals die Möglichkeit einer staatlichen Zivilehe.
Da in Israel das Familienrecht nach osmanischer Rechtstradition weitgehend auf die jeweiligen Religionsgemeinschaften übertragen ist, gibt es keine Zivilehe. Juden haben dort also nicht die Möglichkeit, eine interreligiöse Ehe rechtsgültig zu schließen. Dieses Problem wird aber in der Praxis dadurch umgangen, dass das Innenministerium im Ausland geschlossene Zivilehen als legale Ehen registriert. Die Regelung führt zu einem regen Heiratstourismus ins nahe gelegene Zypern. Interreligiöse Paare treffen aber oft auf Ablehnung.

## Geistliche Musik
In der modernen Zeit haben mehrere Komponisten die heilige Musik für den Einsatz bei interreligiösen Ehen geschrieben. In dieser Gruppe enthalten sind:
- John Serry senior

## Besonderheiten in einzelnen Staaten

### Indien
In Indien ist eine Eheschließung unabhängig von der Religion standesamtlich auf Basis des 1954 eingeführten Special Marriage Act möglich. Interreligiöse Ehen sind Eheschließungen zwischen Angehörigen verschiedener Kasten oder verschiedener Religionen, diese sind jedoch verpönt. Es kommt vor, dass Paare wegen ihrer Heiratsabsicht getötet werden. Laut Ergebnissen einer Studie aus den Jahren 2019/2020 sind in Indien zwei Drittel der Einwohner gegen interreligiöse Ehen eingestellt (insgesamt 65 % der Männer und 67 % der Frauen). Am stärksten trifft dies auf Muslime zu (76 % der Männer, 80 % der Frauen), an zweitstärksten auf Hindus (65 % der Männer, 67 % der Frauen). Im Süden des Landes und in urbanen Gebieten ist der Anteil der Menschen, die sich dagegen aussprechen, geringer als in der Mitte und im Norden des Landes. Unter dem Kampfbegriff „Love Jihad“ werden Muslime verdächtigt, hinduistische und christliche Frauen zu verführen, damit diese zum Islam übertreten und die gemeinsamen Kinder Muslime werden.
Am 27. November 2020 wurde die „Uttar Pradesh Prohibition of Unlawful Conversion of Religion Ordinance“ verkündet. Diese Verordnung legt das Verfahren für eine religiöse Konversion fest und verbietet eine „unrechtmäßige Konversion“ durch Gewalt, betrügerische Mittel oder Heirat; bei Zuwiderhandlung drohen Gefängnisstrafen. Mit Stand vom November 2023 waren Gerichtsverfahren gegen Gesetze mehrerer Bundesstaaten anhängig, die die Konversion zur Zweck der Eheschließung verbieten.